# Spybot-S&D
是一款反間諜軟件。

## 簡介
在許多網站上時常介紹為「免費軟體」，但正確上來說，只限個人及非商業用途時能以捐贈軟體的方式利用。
它能掃瞄及移除間諜程式和廣告軟體，並提供眾多工具予用戶保護電腦系統及瀏覽器安全。像大多其他的反間諜軟件，這軟件利用文件和內存搜索來尋找。而且，這軟件還可以利用預防禁止一些間諜軟件的安裝。

## 特點
能夠消除很多流氓軟件造成的問題，如消除含有個人信息的Cookie「小餅乾」、注册表（Registry）、操作系統的網絡平台、對象連接與嵌入程序（OLE）、瀏覽器劫持程序、BHO插件程序、等等。還可以利用於預防或禁止一些間諜軟件的安裝。由於這軟件的特製不是預防，早期出版的版本有一提示，推薦用戶同時使用SpywareBlaster。不是一個殺毒軟件，但是它可以清理一些常見的木馬病毒和擊鍵信息收集器。
因為許多免費商業程序的經濟來源是間諜軟件提供商，如果程序發現捆綁的間諜軟件被消除，許多這些正式的程序會停止運行。因此在某些情況下，不刪除間諜軟體而改用文件代替的方式覆蓋間諜軟體。
由於流氓軟體的變化很快，程序幾乎每星期都被更新。這些更新是從軟件內部的更新功能而更新的。
支持從之後的所有操作系統，已被翻譯於十幾種語言。程序也支持版面的改制。軟體的論壇也有技術支持。

## 外部連結
- Spybot-S&D官方主頁（页面存档备份，存于）
- Spybot Search and Destroy中文官方網頁
- Spybot Search and Destroy繁體中文官方網頁